# Eos
Eos je v grški mitologiji boginja jutranje zarje. Je Tritonova žena in sestra Heliosa (Sonca) ter Selene (Meseca).